# Quartier de l'Artillerie
 (février 2021).
Si vous disposez d'ouvrages ou d'articles de référence ou si vous connaissez des sites web de qualité traitant du thème abordé ici, merci de compléter l'article en donnant les références utiles à sa vérifiabilité et en les liant à la section « Notes et références ».
Le Quartier de l'Artillerie est un des quartiers de la ville de Nouméa, en Nouvelle-Calédonie.

## Histoire
Dès 1860, des terrains sont affectés à des installations militaires pour l'Artillerie de Marine, qui vont se développer jusqu'en 1905. La pointe de l'Artillerie tient son nom de l'atelier qui produisait des compositions pyrotechniques utilisées essentiellement pour les signaux marins. Les quarante années de chantiers s'accompagne de « voisinage d'établissements suspects, tels que débits mal fréquentés et maisons mal famées, qui, en général, recherchent la proximité des casernes » (Archives de la Ville de Nouméa, Carton 10W502).
Elle est désormais en grande partie occupée par le quartier militaire du RIMAP de Nouvelle-Calédonie, qui s'étend sur une bonne moitié de cette pointe. il est bordé au nord par les quais et pontons du port Moselle et la route des Artifices, où se situent l'hôtel de la Province Sud et, jusqu'en 2022, l'hôtel du gouvernement de la Nouvelle-Calédonie.
Mais le cœur de ce quartier est constitué de la rue Carcopino qui borde l'ancien Collège Lapérouse, premier établissement d'enseignement secondaire public, et donc laïc, fondé en 1881 sous le nom de Collège de Nouméa alors installé dans l'école primaire de garçons, toujours école primaire aujourd'hui, près de la cathédrale au centre-ville, puis il prend le nom de Collège colonial en 1885. Au début du XXe siècle il prend le nom de Collège Lapérouse et déménage dans l'ancienne caserne Bonnier à la pointe de l'Artillerie. En 1968, les classes supérieures déménagent une rue plus bas dans des locaux flambant neufs et deviennent donc le Lycée Lapérouse toujours existant aujourd'hui et qui se trouve dans le sud du quartier de l'Artillerie. Les bâtiments vétustes de l'ancien collège Lapérouse accueillent toutefois toujours alors les classes inférieures du cycle secondaire, jusqu'à ce qu'ils soient rénovés et agrémentés de nouveaux bâtiments lors de la création du collège d'enseignement secondaire Georges Beaudoux en 1973. Près du collège se trouve également, dans une résidence de style colonial ayant servi autrefois de résidence du consulat du Royaume-Uni, l'école territoriale de musique (ETM) devenue le conservatoire de musique et de danse de la Nouvelle-Calédonie.
Le quartier de l'Artillerie a été scindé en deux pour permettre la mise en place de conseils de quartiers (2015).

## Démographie
Le quartier de l'Artillerie, selon les recensements de la population, compte 1 846 habitants en 2009, 1 846 résidents en 2014 et 1 398 personnes en 2019.